# Gromada Adamówka
Gromada Adamówka war eine Verwaltungseinheit in der Volksrepublik Polen zwischen 1954 und 1972. Verwaltet wurde die Gromada vom Gromadzka Rada Narodowa, dessen Sitz sich in Adamówka befand und aus 10 Mitgliedern bestand.

Die Gromada Adamówka gehörte zum Powiat Jarosławski in der Woiwodschaft Rzeszów (1945–1975). Sie wurde gebildet aus den bisherigen Gromadas Adamówka, Krasne, Pawłowa und Dobcza der aufgelösten Gmina Adamówka.
Zum 1. Januar 1960 wurde die aufgelöste Gromada Cieplice in die Gromada Adamówka eingegliedert.
Zum 1. Januar 1965 wurde das Dorf Słoboda aus der Gromada Adamówka ausgegliedert und der Gromada Brzyska Wola zugeordnet, sowie Teile des Dorfes Cieplice (die Weiler Polska und Nagórne mit einer Gesamtfläche von ca. 800 ha) zur Gromada Kuryłówka im Powiat Leżajski.
Die Gromada Adamówka bestand bis zum 1. Januar 1973 dann wurde die wieder reaktivierte Gmina Adamówka eingegliedert.